# Capitólio (Minas Gerais)
Capitólio é um município brasileiro no estado de Minas Gerais, Região Sudeste do país. Localiza-se no sudoeste do estado e ocupa uma área de 521,802 km², sendo que 7,5 km² estão em perímetro urbano. Sua população foi recenseada em 10 380 habitantes em 2022.
Capitólio se tornou um importante destino turístico de Minas Gerais, muito procurado nos últimos anos por conta de suas belas cachoeiras e rios de águas transparentes. O Cânion de Furnas é a principal atração, com suas paredes de pedra invadidas pelas águas esverdeadas do Lago de Furnas, formado pela represa da Usina Hidrelétrica de Furnas.

## História
A história de Capitólio começa no fim do Ciclo do Ouro, por volta de 1800, quando o esgotamento das jazidas auríferas e de diamantes levou à diáspora da população urbana, redirecionada para agropecuária.
A região ainda era conhecida como “Mata do Rio Piumhi”, quando os portugueses Machado de Faria e Gonçalves de Morais, apontados como primeiros exploradores, formaram fazendas na região fartamente irrigada por diversos cursos d’água, abundantes fauna e flora. Os sinais de terras férteis se confirmaram, as fazendas prosperaram e atraíram rotas de tropeiros, comércio e o assentamento de novas famílias. 
Em 1830 se mudaram para Capitólio os irmãos João Francisco, Manoel Francisco e Antônio Francisco. Formou-se um povoado que cresceu e ficou conhecido como “Arraial dos Franciscos”, onde também se reuniam outros fazendeiros da região. Em razão de sua proeminência, os três irmãos eram apontados como "cabeças", o que valeu o apelido do "Arraial dos Cabeças" - mais tarde resumido a "Capitólio", em cujo brasão de armas os três Franciscos são homenageados.
Atraído pela fertilidade do solo, em 1893 Pedro Messias adquiriu e se instalou em terras de grande extensão, cultivando-as. A atividade agropecuária prosperou, atraiu novas famílias e o desbravamento do território se realizou rapidamente, facilitado pela ausência de silvícolas. Encantado com o desenvolvimento do povoado, Pedro Messias doou terreno e recursos para construção de uma capela, o que se realizou entre 1895 e 1900. A capela foi erguida em honra de São Sebastião, padroeiro da cidade. Daí em diante o arraial ficou com o nome de “Arraial de São Sebastião dos Franciscos”.
A Lei estadual de Minas Gerais n. 843, de 7 de setembro de 1923, refere-se a "Capitólio, com sede no povoado de São Sebastião dos Franciscos", desmembrado de Piumhi para ser anexado ao então criado município de Guapé.
Em 1943, a Vila de Capitólio reivindicava sua emancipação, mas uma disputa territorial com Guapé frustrou a emancipação de Capitólio, mas seu território foi transferido para a jurisdição administrativa do município de Piumhi.
Cinco anos depois, o Governador Milton Campos sancionou a Lei estadual 336, de 27 de dezembro de 1948, que criou o Município de Capitólio, assim e então emancipado, fazendo divisas com os municípios de São João Batista do Glória, São Roque de Minas, Piumhi, Guapé e Alpinópolis.

## Represa de Furnas

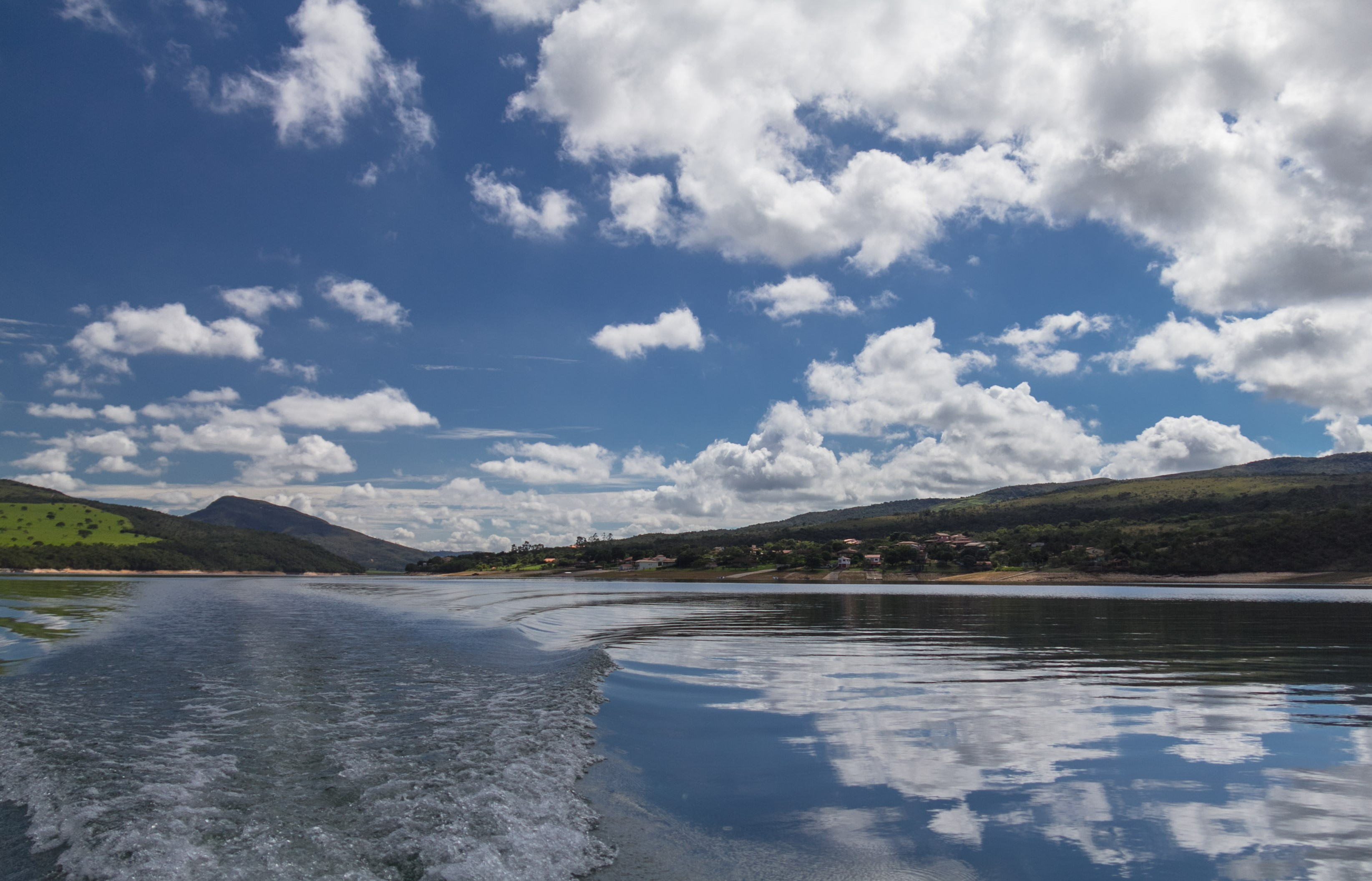
Lago de Furnas no município de Capitólio

A oferta de energia elétrica era insuficiente para a industrialização do Brasil, acelerada na metade do século XX. Para evitar o colapso energético do País, aceleraram-se estudos para aproveitar o potencial hídrico no Estado. 
Para construir a Usina Hidrelétrica de Furnas, foi erguida uma barragem no curso do rio Grande, entre os municípios de São José da Barra e São João Batista do Glória, e construído o Dique de Capitólio, que desviou o curso do rio Piumhi, até então afluente do rio Grande, para a bacia do rio São Francisco. Por consequência, alagaram-se 1440 km², nos quais se forma um reservatório de 22,59 bilhões de m³ de água (volume total), tornando possível a geração de 1216 MW.  
A exploração do potencial hidrelétrico no estado não se limitou à Represa de Furnas, cuja formação se realizou com a maior obra da América Latina até então. Atualmente, 67% da energia elétrica no estado de Minas Gerais é gerada na bacia do rio Grande.
A obra modificou a paisagem da região. O que se fazia nas terras alagadas deu lugar a outras atividades, até então inexploráveis, além de colocar em evidência uma infinidade de afluentes que convergem para o rio Grande em relevo acidentado, frequentemente formando cânions e quedas d'água. O imenso volume d'água ficou acessível para a agricultura, abriu outro meio de transporte explorado pelos municípios ribeirinhos e viabilizou outras atividades economicamente rentáveis. Em 2021, Minas Gerais produziu 44 300 toneladas de peixe, equivalente a 14,8% da produção nacional.
Esportes náuticos, turismo e a indústria do entretenimento cada vez mais atraem investimentos nos 34 municípios banhados pela represa: Aguanil, Alfenas, Alpinópolis, Alterosa, Areado, Boa Esperança, Cabo Verde, Camacho, Campo Belo, Campo do Meio, Campos Gerais, Cana Verde, Candeias, Capitólio, Carmo do Rio Claro, Conceição da Aparecida, Coqueiral, Cristais, Divisa Nova, Elói Mendes, Fama, Formiga, Guapé, Ilicínea, Juruaia, Lavras, Machado, Muzambinho, Nepomuceno, Paraguaçu, Perdões, Pimenta, Poço Fundo, Ribeirão Vermelho, São João Batista do Glória, São José da Barra, Serrania, Três Pontas e Varginha. Semelhantes atividades, recursos materiais e humanos uniram os municípios ribeirinhos na Associação dos Municípios do Lago de Furnas.
A Bacia Hidrográfica do Entorno do Reservatório de Furnas, com área de drenagem de 16 562 km² e uma população estimada de 698 611 habitantes, está distribuída entre 42 municípios, que se destacam pela produção agropecuária (café, milho, soja, batata, arroz, feijão, cítricos além da pecuária intensiva, extensiva geração de matrizes com alto desenvolvimento genético.  
A região tem pronunciado desenvolvimento industrial, com destaque para Varginha, Lavras, Três Pontas, Alfenas, Formiga, Campo Belo e Perdões. Capitólio conta com indústria naval, armazéns gerais para estocagem, processamento e embalagem de grãos, comércio e infraestrutura para turismo francamente desenvolvida. 
A Bacia Hidrográfica do Rio Grande – BHRG possui área de drenagem de 143 437,79 km² sendo 57 092,36 km² (39,80%) no estado de São Paulo e 86 345,43 (60,20%) em Minas Gerais. Possui população de aproximadamente 8,6 milhões de habitantes (2010) distribuídos em 393 municípios, dos quais 325 com área totalmente inserida na bacia.

## Turismo

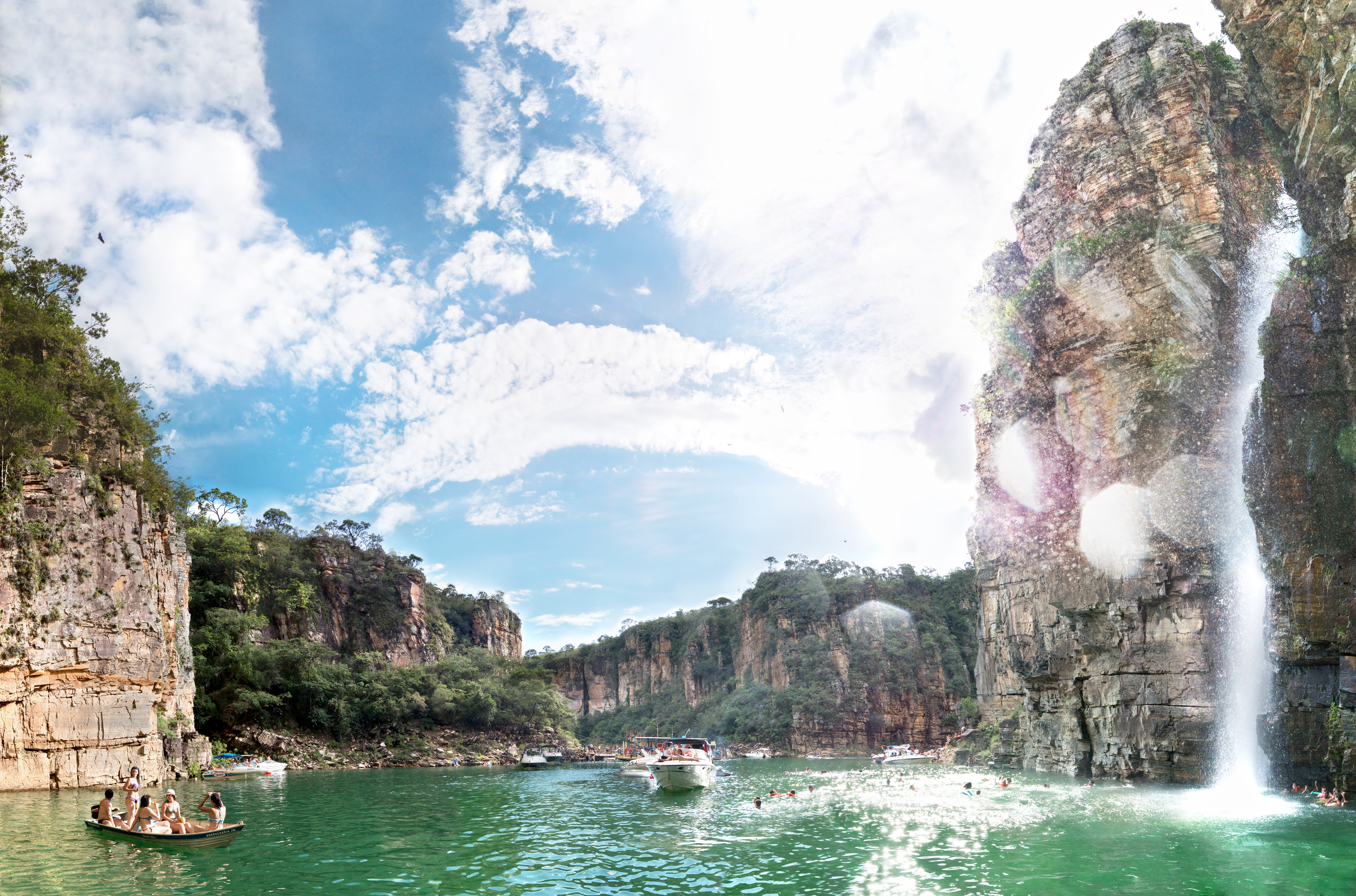
Cânion no Lago de Furnas, no qual se notam lanchas e banhistas.

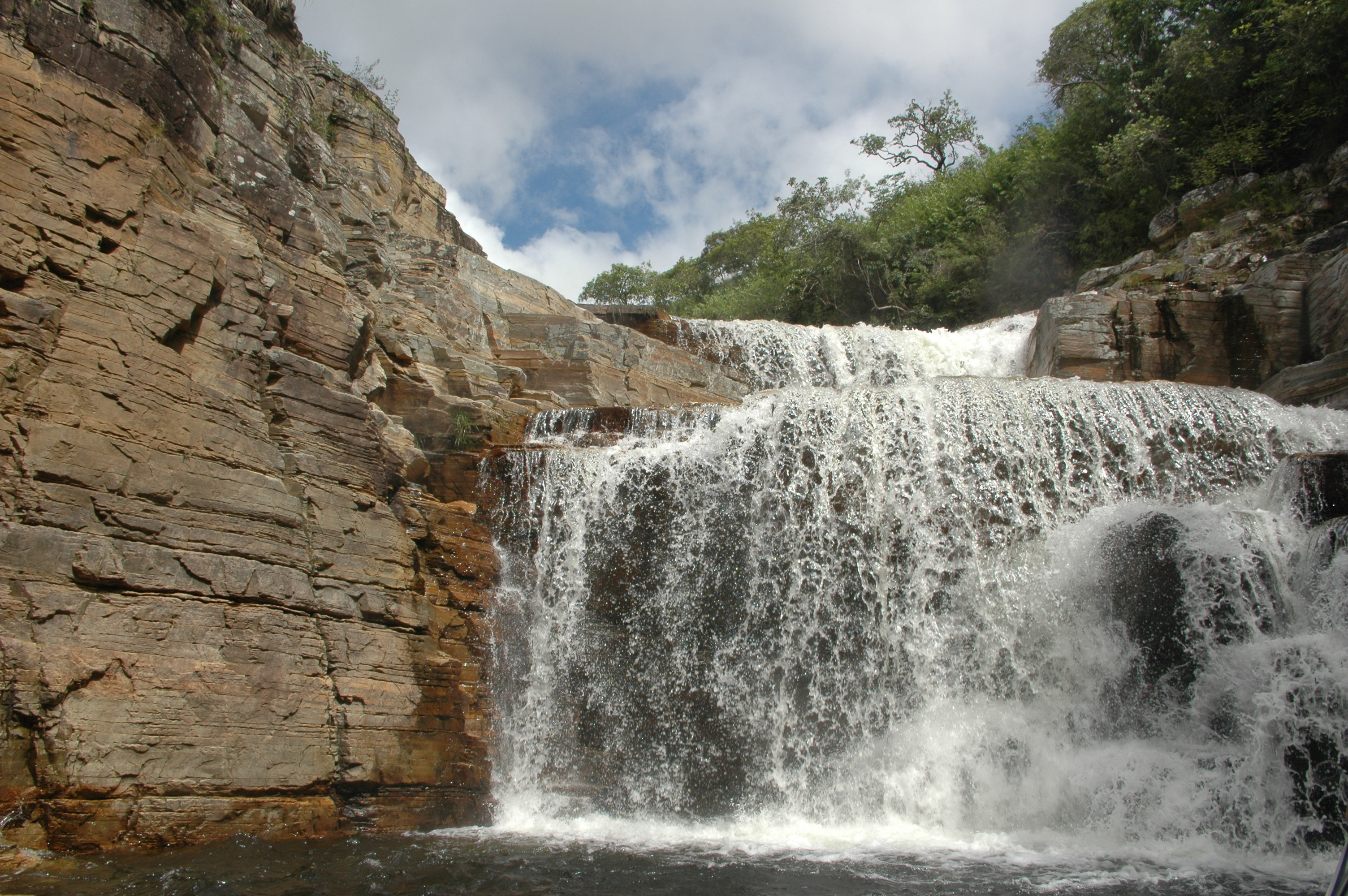
Cachoeira em meio aos cânions no Lago de Furnas

A paisagem natural de rara beleza explica a grande procura pelo turismo local. 
Há enorme procura por cachoeiras como a Diquadinha, Lagoa Azul, do Grito, Poço Dourado, da Pedra Ancorada, Fecho da Serra (acesso), da Capivara, da Sossegada, Cânion da Cascatinha, do Filó, de Furnas, Trilha do Sol, do Tombo, do Chapadão, Canela de Ema, do Vale, do Sabiá, da Suta, todas elas localizadas no município. 
Capitólio faz limite com a Serra da Canastra, formação rochosa no formato de mesa, onde se encontra a nascente do rio São Francisco e da cachoeira Casca d'Anta, dentro da área do Parque Nacional da Serra da Canastra, habitat do lobo guará, veado-campeiro, onça parda, tatu-canastra, ema, pato-mergulhão, perdiz, perdiz do cerrado, inhambu e uma infinidade de aves. De frente à Serra da Canastra, sua vizinha e gêmea Serra da Babilônia é explorada, inclusive, pelo balonismo.
A ictiofauna da represa de Furnas apresenta espécies nativas, alóctones, exóticas e híbridas. No primeiro grupo, dourados, curimbatás, piaparas, piau verdadeiro, piau 3 pintas, piauçu, traíra, lambari, piracanjuba, bagre, mandi, tabarana e piaba. Entre peixes alóctones, as carpas (carpa capim, carpa prateada, carpa comum), a curimba do São Francisco, trairão, matrinxã, piraputanga e o tambaqui e tucunarés azuis e amarelos. Dos peixes exóticos se destaca a tilápia, amplamente explorada pela piscicultura, e black bass. As condições locais têm atraído a pesca esportiva, inclusive em torneios, que dependem da licença adequada.
Capitólio faz divisas com São Roque de Minas e Piumhi, dois dos sete municípios cujos produtores são autorizados a estampar em determinados queijos a etiqueta do autêntico Queijo Canastra, elevado ao status de patrimônio cultural de Minas Gerais.